# Jörg Ahmann
Jörg Ahmann, ps. Vince (ur. 12 lutego 1966 w Grevenbroich) – niemiecki siatkarz plażowy, medalista igrzysk olimpijskich i mistrzostw Europy.

## Życiorys
Przez niemal całą karierę sportową występował w parze z Axelem Hagerem. W 1994 reprezentanci Niemiec zdobyli brązowy medal mistrzostw Europy w Almeríi. Wystąpili na igrzyskach 1996 w Atlancie, gdzie zostali sklasyfikowani na 9. miejscu w pierwszym w historii olimpijskim turnieju siatkówki plażowej. Tuż po igrzyskach zdobyli srebrny medal na mistrzostwach starego kontynentu w Pescarze. Ahmann i Hager reprezentowali Niemcy na Letnich Igrzyskach Olimpijskich 2000 w Sydney. W pojedynku o brązowy medal pokonali portugalską parę Maia/Brenha. Zajęli 17. miejsce na mistrzostwach świata 2003 w Rio de Janeiro oraz 5. miejsce na ME 2004 w Timmendorfer Strand.
W World Tour zadebiutował w 1994. Jego najlepszym rezultatem w tych rozgrywkach jest 2. miejsce zajęte podczas turniejów w Klagenfurcie w 1997 i Marsylii w 1998.
Ahmann i Hager pięciokrotnie zdobywali tytuł mistrzów Niemiec, w 1993, 1995, 1996, 1997 i 1998. W 1999 i 2000 zajmowali 3. miejsce w krajowych mistrzostwach. Ahmann dwukrotnie był nagradzany tytułem najlepszego siatkarza plażowego w Niemczech.
Pracuje jako trener z młodzieżą. Jego żona Andrea również jest siatkarką plażową.